# Trijicon
Trijicon, Inc. — американська виробнича компанія, що базується в Віксом, штат Мічиган, яка проектує і розподіляє прицільні пристрої для вогнепальної зброї, включаючи пістолети, гвинтівки і рушниці. Trijicon спеціалізується на нічній оптиці, в основному з використанням високоенергетичного підсвічування, тритієвої підсвітки, світлозбирального оптоволокна і індикатора живлення від батареї. Крім того, Trijicon — це підрядник для американських військових; компанія забезпечує армію оптичними прицілами (ACOG) і рефлекторними прицілами RX01. ACOG, Reflex, Tribower, Accupoint та Night Signals доступні військовим, правоохоронним та цивільним ринкам.

## Етимологія назви
Назва компанії походить від об'єднання слова «тритій», радіонукліду водню, який є ключовим елементом, що використовується в технології підсвітки, а також «icon», що означає зображення або картинку; «j» був доданий, щоб допомогти поєднати два слова в одне.

## Історія
Trijicon був заснований в 1981 році Гліном Біндоном підназвою Armson USA і був єдиним імпортер і дистриб'ютором із США для Arcyon OEG. Angyon Oeg був прицілом оклюдованого типу, який використовував тритій і волоконну оптику в своїй конструкції і був виготовлений в Південній Африці. Він був створений у 1981 році та потрапив у продаж у 1983 році. Приціл став популярним за рахунок різноманітних систем монтажу для гвинтівок та рушниць.
У 1985 р. Біндон реорганізував компанію як Trijicon і почав виробництво нічних прицілів для пістолетів. Trijicon представив телескоп з тритієвим підсвічуванням для військових США під назвою TA01 4x32 Advanced Combate Optical Gunsight (Acog) в 1987 році.